# Dix-Sept Pièces enfantines pour piano
Les Dix-Sept Pièces enfantines pour piano, op. 116, sont un ensemble d'œuvres de la compositrice Mel Bonis.

## Composition
Mel Bonis compose ses Dix-Sept Pièces enfantines pour piano avant 1926, année de publication aux éditions Eschig. L'œuvre est dédiée à « tous les petits Domange présents et futurs ».

## Structure
L'ensemble de l'œuvre est formée de dix-sept pièces :
1. La Savoyarde
2. Poupées japonaises
3. Carillon
4. Ronde de nuit
5. Le Vieil invalide
6. Valse lente
7. En avant marchons
8. Prière
9. En bateau
10. Cheval échappé
11. Grand-mère gronde
12. Cadichon
13. Fileuse
14. Maman chante du Fauré
15. Nénette et Rintintin
16. Pour l'orgue de Barbarie
17. « Maman, je voudrais des ailes comme les petits oiseaux »

## Analyse
En 1926, la compositrice fait publier les Dix-Sept Pièces enfantines pour piano, formant un recueil de pièces pédagogiques à destination des débutants plus avancés.

## Sources
- Étienne Jardin, Mel Bonis (1858-1937) : parcours d'une compositrice de la Belle Époque, 2020 (ISBN 978-2-330-13313-9 et 2-330-13313-8, OCLC 1153996478, lire en ligne)